# 4719 Burnaby
4719 Burnaby је астероид главног астероидног појаса са средњом удаљеношћу од Сунца која износи 2,697 астрономских јединица (АЈ).
Апсолутна магнитуда астероида је 12,0.